# ستاتشيوس
إسمه الكامل بوبليوس بابينيوس بوبليوس (باللاتينية: Publius Papinius Statius) هو شاعر روماني ولد في سنة 45 ميلادية، يعتبر واحد من أشهر الشعراء الرومان في ذلك القرن، ألف 12 كتاب من شعره الملحمي أشهرها كتاب ثيبيد وكتاب سيلفي وكتاب أخيليد ومعظم شعره كان عن السخرية في الميثولوجيا الرومانية، الشاعر الإيطالي دانتي أليغييري كان أكثر المتأثرين به في ملحمته الكوميديا الإلهية، توفي في سنة 96 ميلادية.

## روابط خارجية
- ستاتشيوس على موقع الموسوعة البريطانية (الإنجليزية)
- ستاتشيوس على موقع إن إن دي بي (الإنجليزية)